# BC Levicki Patrioti
O Basketbalový klub Levický Patriot spol. s.r.o. (em português:  Basquetebol Clube Levice Patriota), conhecido também apenas como Levický Patriot, é um clube de basquetebol baseado em  Levice, Eslováquia que atualmente disputa a SBL e a Copa Alpe Ádria. Manda seus jogos no Ginásio Esportivo de Levice com capacidade para 2.250 espectadores.

## Histórico de Temporadas
| Temporada | Nível | Liga | Pos. | J     | PL  | Resultado         | Copa da Eslováquia | Competições internacionais |
| --------- | ----- | ---- | ---- | ----- | --- | ----------------- | ------------------ | -------------------------- |
| 2007-08   | 1     | SBL  | 8    | 20-24 |     |                   |                    | -                          |
| 2008-09   | 1     | SBL  | 5    | 16-16 | 1-3 | Quartas de finais |                    | -                          |
| 2009-10   | 1     | SBL  | 11   | 11-30 |     |                   |                    | -                          |
| 2010-11   | 1     | SBL  | 3    | 19-17 |     | Campeão           |                    | -                          |
| 2011-12   | 1     | SBL  | 7    | 14-18 | 2-3 | Quartas de finais |                    | -                          |
| 2012-13   | 1     | SBL  | 1    | 24-8  |     |                   |                    | -                          |
| 2013-14   | 1     | SBL  | 8    | 6-26  |     |                   |                    | -                          |
| 2014-15   | 1     | SBL  | 9    | 11-25 |     |                   |                    | -                          |
| 2015-16   | 1     | SBL  | 4    | 23-9  | 1-3 | Quartas de finais |                    | R Alpe Ádria QF            |
| 2016-17   | 1     | SBL  | 4    | 26-14 | 1-3 | Quartas de finais |                    | R Alpe Ádria QF            |
| 2017-18   | 1     | SBL  |      |       |     |                   |                    | R Alpe Ádria F             |

fonte:eurobasket.com

## Títulos
- Liga Eslovaca

Campeões (1): 2010-11
- Copa Alpe Ádria

Finalistas (1):2017-18